# STS-119
إس تي إس-119 (بالإنجليزية: STS-119)‏ الرحلة الخامسة والعشرون بعد المائة ضمن برنامج مكوك الفضاء لوكالة ناسا، والرحلة السادسة والثلاثون على متن مكوك الفضاء ديسكفري، انطلقت الرحلة في 15 مارس سنة 2009 من مركز كينيدي للفضاء ، وهبطت بتاريخ 28 مارس في مركز كينيدي أيضاً، بعد إثنى عشر يوماً و19 ساعة مكثتها الرحلة في الفضاء، تم خلال الرحلة الرسو على محطة الفضاء الدولية والقيام بتجميع الوحدة اللوجستية في المحطة، وتسليم ألواح طاقة شمسية وبطاريات للمحطة وإجراء عدة تجارب علمية، بلغ عدد الرواد المشاركين في الرحلة سبعة رواد من بينهم رائد فضاءياباني.